# Леонард Бунду
Леонард Бунду (італ. Leonard Bundu, 21 листопада 1974, Фрітаун) — італійський боксер, уродженець Сьєрра-Леоне, призер чемпіонату світу серед аматорів, чемпіон Європи за версією EBU (2011—2014, 2016) у напівсередній вазі.

## Аматорська кар'єра
Бунду виграв свою першу велику медаль серед аматорів на Середземноморських іграх 1997 року в Барі, зайнявши перше місце в напівсередній вазі.
На чемпіонаті світу 1999 завоював бронзову медаль.
- В 1/16 фіналу переміг Вадима Мязга (Білорусь) — 7-3
- В 1/8 фіналу переміг Паркпум Джангфонак (Таїланд) — 3-1
- У чвертьфіналі переміг Нуржана Сманова (Казахстан) — 5-1
- У півфіналі програв Хуану Ернандес Сьєрра (Куба) — 5-7

На Олімпійських іграх 2000 переміг Деніела Гіл (Австралія) — 4-2, а в другому бою програв Даніяру Мунайтбасову (Казахстан) — 4-13.
На чемпіонаті світу 2001 переміг двох суперників, а у 1/8 фіналу програв Джеймсу Муру (Ірландія).
На чемпіонаті світу 2003 програв у першому бою Нон Бунжумнонг (Таїланд).

## Професіональна кар'єра
Дебютував на профірингу 2005 року. Наступні вісім років крім одного бою він виступав у Італії. 4 листопада 2011 року виграв вакантний титул чемпіона Європи за версією EBU у напівсередній вазі, який захистив шість разів.
13 грудня 2014 року в бою за титул "звичайного" чемпіона за версією WBA в напівсередній вазі зустрівся з американцем Кітом Турманом і зазнав першої поразки.
22 квітня 2016 року вдруге виграв вакантний титул чемпіона Європи за версією EBU. В наступному бою 21 серпня 2016 року зазнав поразки нокаутом від американця Еррола Спенса, після чого завершив кар'єру.